# Todorović
Todorović je priimek v Sloveniji in tujini. Po podatkih Statističnega urada Republike Slovenije je na dan 1. januarja 2011 v Sloveniji uporabljalo ta priimek 600 oseb.

## Znani slovenski nosilci priimka
- Aleksandar "Aco" Todorović (1955—2014), arheolog, aktivist, borec za pravice "izbrisanih"
- Biljana Todorović (*1977), igralka namiznega tenisa
- Ranko T. Todorović (*1952), montanist in geodet
- Suzana Todorović (*1979), jezikoslovka dialektologinja, prof. FHŠ UP

## Znani tuji nosilci priimka
- Dimitrije Todorović Kaplar (1917—1942), narodni heroj Jugoslavije
- Kosta Todorović (1870—1953), srbski kemik
- Mijalko Todorović (1913—1999), srbski in jugoslovanski politik, narodni heroj
- Pera Todorović (1852—1907), politik in publicist
- Sava Todorović (1826—1935), srbski igralec in režiser
- Stevan Todorović (1832—1925), srbski slikar
- Veljko Todorović (1914—1944), narodni heroj Jugoslavije
- Vojin Todorović Vojo (1911—1961), srbski general, narodni heroj Jugoslavije
- Vojo Todorović (1914—1990), hrvaški generalpolkovnik, narodni heroj Jugoslavije